# 绍尔·乌古耶夫
绍尔·乌古耶夫（俄語：Заур Ризванович Угуев，IPA：[zɐˈur ʊˈɡu(ɪ̯)ɪf]，1995年3月27日—）是俄羅斯自由式角力運動員，參賽量級為57公斤級。他在2018年、2019年世錦賽奪金和2020年個人世界盃奪金後，又在2020年奧運奪得金牌。

## 外部連結
- 扎烏爾·烏格夫在United World Wrestling（英语）
- 扎烏爾·烏格夫在Olympics.com（英语）
- 扎烏爾·烏格夫在Olympedia（英语）